# IJSO Brasil 2010
A IJSO Brasil 2010 foi a etapa nacional da sétima edição da IJSO (Olimpíada Internacional Júnior de Ciências). A Primeira Fase desta olimpíada científica foi disputada em 26 de junho e a Fase Final em 21 de agosto de 2010.
A prova classificatória foi realizada diretamente nas escolas inscritas, espalhadas por diversas regiões brasileiras. Os 70 melhores alunos foram selecionadas para a Fase Final, sediada simultaneamente pela Escola Politécnica da USP (São Paulo-SP), pelo Instituto Dom Barreto (Teresina-PI) e pelo Colégio Olimpo (Goiânia-GO).
O evento foi organizado novamente pela B8 Projetos Educacionais, responsável também pela implementação de outros eventos científicos no Brasil, como o IYPT.

## Primeira Fase
No dia 26 de junho (sábado), todos os colégios inscritos aplicaram aos seus estudantes a prova da Primeira Fase da IJSO Brasil. A avaliação foi composta por 45 questões de múltipla escolha, igualmente distribuídas entre as três grandes áreas da Ciência (Física, Química e Biologia).
O critério de pontuação seguiu as regras da competição internacional, isto é, a cada resposta correta era acrescentado 1 ponto e a cada resposta errada a nota era decrescida de 0,25 ponto (questões em branco não aumentavam nem decresciam a nota final).

## Fase Final
Os 70 alunos com melhor desempenho foram convocados para a Fase Final da IJSO Brasil. Pela primeira vez, esta fase decisiva da competição foi sediada simultaneamente por três cidades brasileiras.
- Sede Sudeste-Sul: Escola Politécnica da USP, São Paulo-SP
- Sede Norte-Nordeste: Instituto Dom Barreto, Teresina-PI
- Sede Centro-Oeste: Colégio Olimpo, Goiânia-GO

As provas foram compostas por 8 testes e 5 questões dissertativas de cada uma das três matérias envolvidas. Cada questão de múltipla escolha valia 1 ponto (seguindo o critério da competição internacional comentado anteriormente) e cada exercício analítico valia 2 pontos. Os 20 melhores estudantes foram premiados com medalhas de ouro, prata e bronze.

## Resultado Final
Ouro:
- Ivan Tadeu Ferreira Antunes Filho
- Ramon Silva de Lima
- Juliane Trianon Fraga
- Liara Guinsberg
- Vinicius Querino Andraus
- Renan Fernandes Moreira

Prata:
- Felipe Camilo da Silva
- Willian Werner Angelo da Costa
- Henrique Nunes Alecrim
- Vinicius Rodrigues de Souza
- Victor Santos de Andrade
- Raul Dario Cabrera Tapia
- Helena Wu

Bronze
- Vinícius Lopes Braga
- Julio Barros de Paula
- Adaléia Leal Soares
- Ney Moura Fé Leopoudino Dantas
- Lucas Henrique Carvalho Furquim
- João Henrique Luciano
- João Batista Luzardo Soares Neto

## Time Nacional
Os seis alunos medalhistas de ouro da IJSO Brasil foram convidados a integrar o time que representou o país na etapa internacional da competição. Os alunos realizaram inúmeras atividades de preparação teóricas e experimentais simulando as avaliações a que seriam submetidos em Abuja, Nigéria, entre os dias 2 e 11 de dezembro.
Com isso, todos os estudantes brasileiros foram premiados durante a competição internacional. Na disputa individual, Ivan Tadeu Ferreira Antunes Filho recebeu a medalha de ouro ao ficar na sétima posição entre os quase 200 estudantes de todo o mundo (melhor colocação de um brasileiro em todos os tempos. Além disso, Ramon Silva de Lima e Juliane Trianon Fraga receberam medalhas de prata e Liara Guinsberg, Vinicius Querino Andraus e Renan Fernandes Moreira conquistaram a medalha de bronze.
Além disso, o "Time A" do Brasil na Prova Experimental (composto por Ivan Tadeu Ferreira Antunes Filho, Ramon Silva de Lima e Juliane Trianon Fraga) foi premiado com a medalha de bronze na competição por equipes, conquista inédita do país na história da IJSO.